# Nīkābād
Nīkābād (persiska: نیک آباد) är en ort i Iran.   Den ligger i provinsen Esfahan, i den centrala delen av landet, 400 km söder om huvudstaden Teheran. Nīkābād ligger 1 570 meter över havet och antalet invånare är 4 164.
Terrängen runt Nīkābād är en högslätt.Runt Nīkābād är det ganska tätbefolkat, med 144 invånare per kvadratkilometer. Närmaste större samhälle är Naşrābād, 13,6 km väster om Nīkābād. Trakten runt Nīkābād är ofruktbar med lite eller ingen växtlighet.